# 도약선생
"도약선생"은 2011년에 개봉한 대한민국의 영화이다.

## 캐스팅
- 박혁권 : 전영록 역
- 박희본 : 재영 역
- 나수윤 : 나원식 역
- 이우정 : 이우정 역
- 김건 : 우정남 역
- 한받 : 한받 역
- 김미향 : 회장님 / 시강사 역
- 권순정 : 몸강사 역
- 김종수 : 관리인 역
- 권민희 : 옛제자 역
- 조성준 : 커플남 역
- 이정화 : 커플녀 역
- 백승기 : 진행자 역
- 남태우 : 옛후임 1 역
- 백승빈 : 옛후임 2 역
- 김준성 : 옛후임 3 역
- 신용민 : 계단소년 역